# Ewa Demarczyk
Ewa Maria Demarczyk (Cracóvia, 16 de janeiro de 1941 – 14 de agosto de 2020) foi uma renomada cantora polonesa, comumente associada ao gênero de poesia cantada e ao cabaré literário Piwnica pod Baranami.
Demarczyk é reconhecida como uma das cantoras mais talentosas e carismáticas da história da música polonesa. Ela é exaltada por suas interpretações únicas, sua expressividade e sua personalidade de palco incomuns. Na década de 1960, ela motivou comparações com Édith Piaf, enquanto que, na Polônia, ela era frequentemente chamada de "o anjo negro".

## Biografia
Ela começou sua carreira em 1961, quando ingressou no cabaré estudantil Cyrulik. Depois de um ano, ela migrou para o cabaré Piwnica pod Baranami, onde conheceu o poeta Zygmunt Konieczny, com quem trabalharia durante os quatro anos seguintes.
Sua primeira grande apresentação veio em 1963, no Festival Nacional da Canção Polonesa de Opole, onde recebeu um prêmio pelas canções "Karuzela z madonnami", "Taki pejzaż" e "Czarne anioły". Mais tarde, no mesmo ano, ela foi premiada no Festival Internacional da Canção de Sopot, e foi eleita a melhor cantora polonesa do ano. Em 1964 ela ficou em segundo lugar em Sopot com "Grande Valse Brillante". Ela passou a se apresentar no Olympia, em Paris, a convite de Bruno Coquatrix.
Em 1966, Demarczyk se formou na Academia de Teatro Ludwik Solski, em Cracóvia (apesar de nunca ter tido um papel no cinema). No mesmo ano, ela se juntou a outro compositor, Andrzej Zarycki. No ano seguinte, lançou seu primeiro álbum, Ewa Demarczyk śpiewa piosenki Zygmunta Koniecznego (traduzido como "Ewa Demarczyk canta canções de Zygmunta Koniecznego"), que incluía o repertório apresentado nos festivais de Opole e Sopot.
Na virada dos anos 60 para os 70, ela viajou ao redor do mundo, apresentando-se em vários países e em salões de concerto renomados, incluindo o Carnegie Hall em Nova Iorque e o Teatro Chicago. Em 1969, durante o IV Festival Internacional da Canção, realizado no Maracanãzinho e organizado pela TV Globo, Ewa cantou no Brasil, paga pelo governo da Polônia socialista.
Demarczyk deixou o Piwnica pod Baranami em 1972. Dois anos depois, seu segundo álbum foi lançado, incluindo novas canções polonesas e quatro versões em russo de seus sucessos anteriores. O álbum foi lançado na Rússia pela gravadora estatal Melodiya, e vendeu mais de 17 milhões de cópias.
Em 1982, lançou seu primeiro e único álbum (duplo) ao vivo, Live, gravado 3 anos antes, em Varsóvia, e que conquistou disco de ouro na Polônia. Na década de 1990, seus álbuns foram relançados em CD, e Demarczyk conquistou vários prêmios, em reconhecimento à sua contribuição para a cultura polonesa. Ela continuou a se apresentar ao vivo até o final dos anos 1990.
Ewa realizou seu último concerto no dia 8 de novembro de 1999, no Teatr Wielki, em Poznań. Depois disso, ela se retirou em definitivo da vida pública, o que levantou especulações sobre sua motivação para essa retirada. Ela morreu em 14 de agosto de 2020, aos 79 anos.

## Repertório e estilo
O repertório de Ewa Demarczyk consistia de interpretações de poemas exigentes e não facilmente acessíveis. Suas canções eram geralmente baseadas em obras de poetas "clássicos", tanto poloneses - como Julian Tuwim e Krzysztof Kamil Baczyński - quanto internacionais - como Goethe, Mandelstam, Rainer Maria Rilke -, bem como escritores de vanguarda, como Miron Białoszewski.
Em suas apresentações, ela unia a expressão teatral dramática e a arte vocal (ela se formou tanto em uma escola de teatro quanto em um conservatório, onde estudou piano). As canções que ela performava eram dramas musicais essencialmente curtos e intensos.

## Discografia[6]
Álbuns:

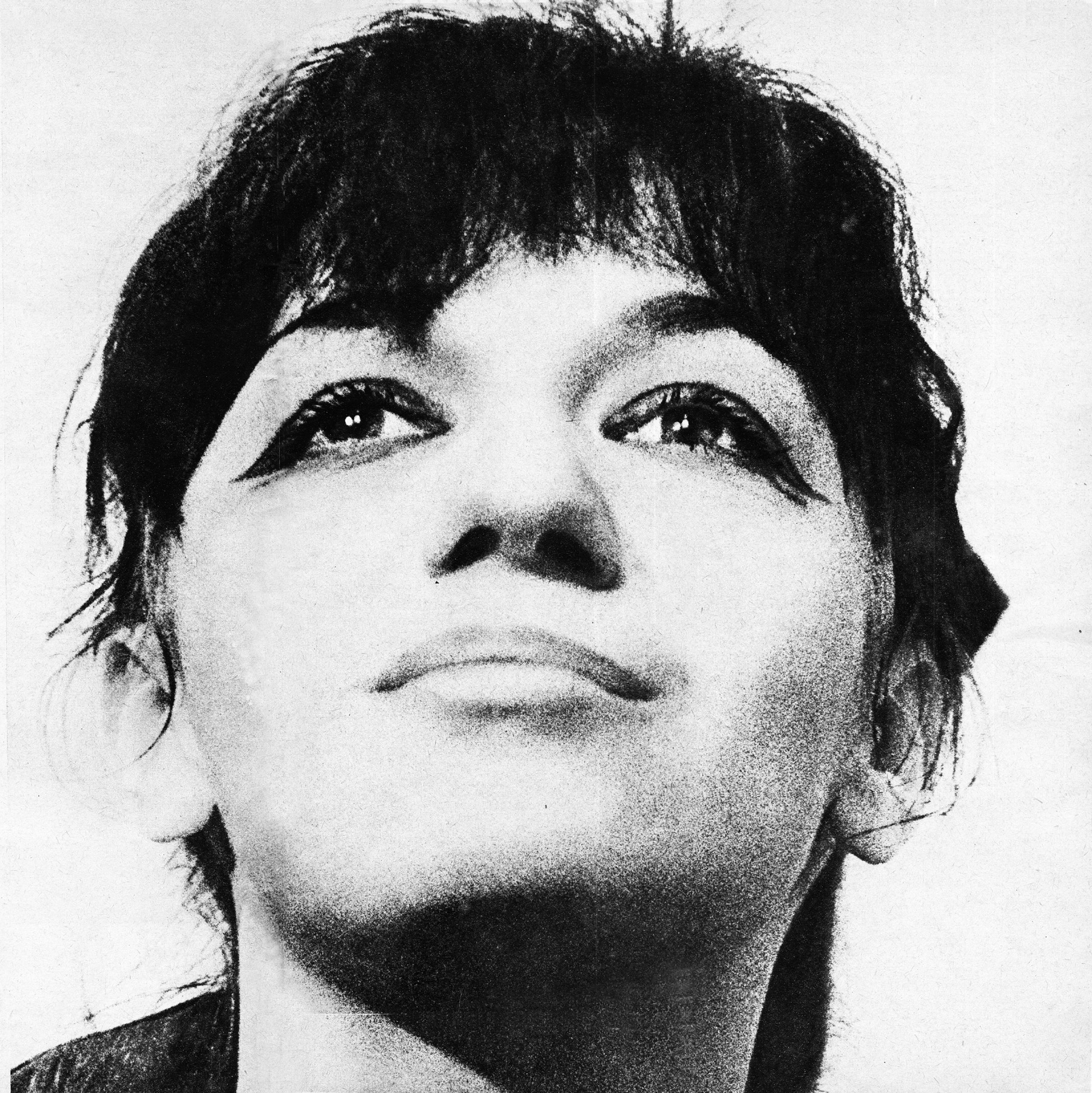
Ewa Demarczyk em 1966

- 1967: Ewa Demarczyk śpiewa piosenki Zygmunta Koniecznego
- 1974: Ewa Demarczyk
- 1982: Live

Compactos:
- 1963: Karuzela z madonnami / Czarne anioły / Taki pejzaż
- 1964: Grande Valse Brillante
- 1968: Grande Valse Brillante / Tomaszów
- 1974: Groszki i róże / Sur le pont d'Avignon / Jaki śmieszny / Cyganka / Zmory wiosenne